# Sabotage au Texas
Sabotage au Texas est la cinquantième histoire de la série Les Aventures de Buck Danny de Francis Bergèse. Elle est publiée pour la première fois dans le journal Spirou du no 3365 au no 3373. Puis est publiée sous forme d'album en 2002.

## Résumé
Alors qu'il est en congé, Buck Danny est convié par son ami et équipier Sonny Tuckson pour participer au prochain meeting aérien de Fredericksburg et y faire, en compagnie de la douce Lucy, une démonstration de 3 "warbirds". C'est lors de cette manifestation que les 3 participants rencontrent des collègues aviateurs de tout horizon. En particulier, Warren pilote d'un A-10 Thunderbolt, qui dès le départ, intrigue Buck Danny et Sonny Tuckson par sa froideur. Cette méfiance naissante se renforce lorsque le pilote rouquin surprend le curieux personnage sortant en douce du hangar qui abrite le nouvel appareil F-22. Que cachent les manigances de cet individu antipathique ?

## Contexte historique

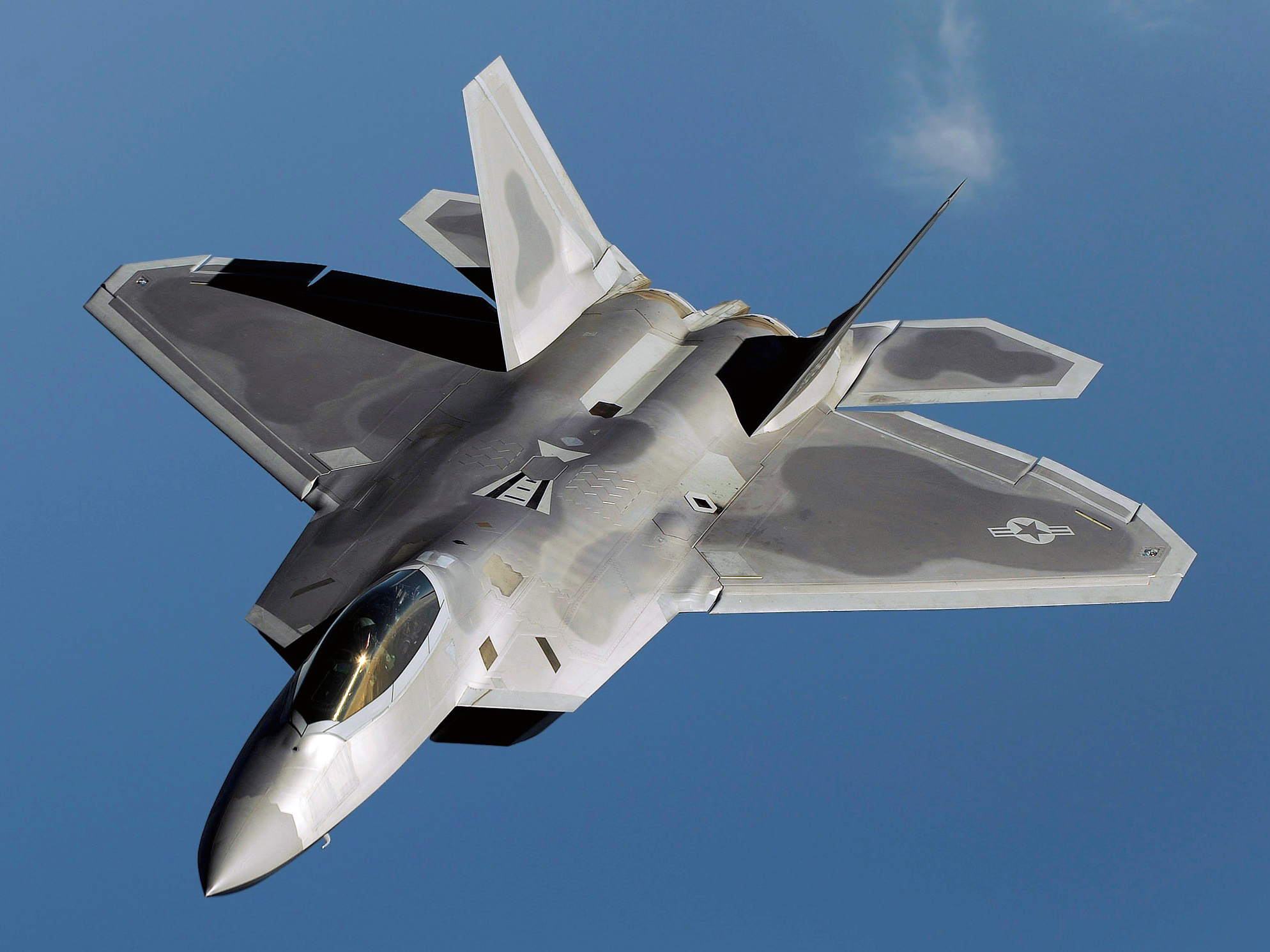
Le F-22 Raptor

Le programme F-22, qui est la trame de fond de cet album, a eu beaucoup de retard (environ cinq ans au total) et les coûts ont été largement dépassés (prix unitaire plus que doublé). En conséquence, la version biplace F-22B fut abandonnée, et le nombre d'exemplaires commandés peu à peu réduit : des 648 avions prévus en 1991 (lors de la désignation du vainqueur du marché), on était passé à 339 en 1997 (lors du vol du premier avion de présérie) puis à seulement 295 en 2001. Entretemps, devant l'insistance du Congrès, le Raptor fut ré-désigné quelque temps F/A-22 et dut être capable à terme d'effectuer des missions air-sol. Finalement seuls 187 exemplaires du F-22A de série ont été commandés. La première unité de l'USAF à recevoir le F-22 a été le 43rd Fighter Squadron, basé à Tyndall AFB, en Floride. Destinée à la conversion des pilotes au nouvel avion, elle a reçu 25 Raptors entre octobre 2003 et mai 2005. La première unité opérationnelle (le 27th Fighter Squadron (en)) a commencé à recevoir ses F-22 en mai 2005 et a été déclarée opérationnelle à la fin de cette même année.
L'intérêt très marqué de pays tels que l'Australie, Israël ou encore le Japon n'a jamais réussi à faire fléchir le Congrès qui s'est opposé à toute exportation et a voté la fin du programme le 21 juillet 2009. La production s'est achevée en décembre 2011.

## Avions
- Piper PA-28R-180 Arrow
- Curtiss P-40 Warhawk
- North American P-51 Mustang
- Chance Vought F4U Corsair
- North American T-6 Texan
- Beechcraft T-34 Mentor
- Cessna T-37 Tweet
- Fairchild A-10 Thunderbolt II
- McDonnell Douglas F/A-18 Hornet
- Lockheed Martin F-22 Raptor
- Van's Aircraft RV-7
- Extra 300
- Boeing-Stearman PT-17 Kaydet
- Robinson R44 Raven
- McDonnell Douglas C-17 Globemaster III
- General Dynamics F-16 Fighting Falcon
- Fokker Dr.I
- Lockheed C-130 Hercules
- North American B-25 Mitchell
- Grumman Gulfstream II